# شوایکرسهاوزن
شوایکرسهاوزن (به آلمانی: Schweickershausen) یک شهر در آلمان است که در هیلدبورگهاوزن واقع شده‌است. شوایکرسهاوزن ۱۶۵ نفر جمعیت دارد.